# L'Épine, Hautes-Alpes

La Bâtie-Neuve este o comună în departamentul Hautes-Alpes, Franța. În 1 ianuarie 2022 avea o populație de 202 de locuitori.